# Mayalde
Mayalde is een gemeente in de Spaanse provincie Zamora in de regio Castilië en León met een oppervlakte van 43,71 km². Mayalde telt 202 inwoners (1 januari 2016).

## Demografische ontwikkeling
Bron: INE, 1857-2011: volkstellingen